# Hendūdūr
Hendūdūr (persiska: هِندودَر, هِنودَر, هَنودار, هندودور, Hendūdar) är en ort i Iran.   Den ligger i provinsen Markazi, i den centrala delen av landet, 290 km sydväst om huvudstaden Teheran. Hendūdūr ligger 2 052 meter över havet och antalet invånare är 1 863.
Terrängen runt Hendūdūr är kuperad åt nordväst, men åt sydost är den platt.Runt Hendūdūr är det ganska tätbefolkat, med 58 invånare per kvadratkilometer. Hendūdūr är det största samhället i trakten. Trakten runt Hendūdūr består i huvudsak av gräsmarker.